# Доппельмайер, Иоганн
Иоганн Габриель Доппельмайер (нем. Johann Gabriel Doppelmayr; 1677—1750) — немецкий астроном, математик и картограф.
Сын нюрнбергского купца. В 1696 году поступил на юридический факультет Альтдорфского университета. Однако, вскоре он перешёл в Университет Галле, где сосредоточился на изучении математики и физики. Позже он стал профессором математики в Нюрнберге.
В 1730 г. выпустил Historische Nachricht von den Nurnbergischen Mathematicis und Kunstlern, куда вошли биографические данные о нескольких сотнях математиков и производителей инструментов из Нюрнберга.
Работал в тесном сотрудничестве с И. Б. Гоманном, основателем известного картографического издательства. Доппельмайер подготовил множество астрономических таблиц, которые появились в атласах Гоманна, которые в 1742 были собраны в Atlas Coelestis in quo Mundus Spectabilis…. Атлас содержал 30 таблиц, 20 из которых представляли астрономию в историческом развитии, включая космологические системы Н. Коперника и Тихо Браге, иллюстрацию движения планет и Солнечной системы и детальную карту поверхности Луны, основанной на достижениях телескопии.
В 1715 году он был выбран членом Леопольдины, в 1730 г. — членом Лондонского королевского общества. Почётный член Петербургской академии наук c 19.12.1740 г.
Доппельмайер умер в 1750 году в результате сильного удара током от батареи лейденских банок.
В его честь названы лунный кратер Доппельмайер и астероид.